# Кинодействие
Киноде́йствие — способ повествования киноистории, (часть киноязыка).
Особенностью кинодействия является его ограниченность во времени.

## Виды кинодействия

### по виду действия
- Прямое
- Отражённое — действие, происходящее в отражении или действие, которое описывается (изображается) сопутствующими элементами. (Например, вместо показа вертолёта изображается ветер и пыль, создаваемая лопастями этого вертолета и т. п.)

Наглядный пример отражённого действия содержится в фильмах «Бег», «Перегон».

### по типу действия
- Внешнее действие.
- Внутреннее действие — действие, происходящие в мыслях героя.

Существуют такие понятия как «Внутренний монолог», который является видом внутреннего действия. Пример визуализации внутреннего действия — фильм «Зеркало» А. Тарковского.

### по единству времени
- Параллельное действие (ввёл Дэвид У. Гриффит) — действие, которое проходит в нескольких планах одновременно (чередующееся).
- Перекрестное действие (также ввёл Дэвид У. Гриффит) — действие, которое проходит в нескольких планах одновременно.

### по смыслу
- Ассоциативное действие. Действие, изображаемое иносказательно или ассоциативно, то есть события происходят непоследовательно. Это также изобретение Дэвида Гриффита. Его новаторская картина «Нетерпимость» состояла из 4 частей. Фильм не был принят современниками. Он показывал события не последовательно, а параллельно, чередуя куски из 4 сюжетов.

## Особенности кинодействия
Система поступков героев, развитие событийного ряда, столкновение  интересов, противоречий, борение страстей — есть действие.
В кино действие строится согласно специфическим особенностям этого вида искусства.
Действие в кино – разнопланово. Фильм состоит из разных монтажных кадров. С изменением масштаба объекта съемки меняется и характер содержания кадра. Это необходимо знать и учитывать при написании сценария. Выбирая ту или иную точку съемки, мы передаем зрителю своё авторское отношение к изображаемому предмету. Каждый съёмочный план в зависимости от масштаба объекта съёмки (относительно фигуры человека) носит особое наименование, принятое повсеместно.
Общий план носит информационный характер. Особенности места действия (пейзаж или помещение), где происходят события, в какое время года, суток. Показывают внешний облик людей, пластику их действий в кадре, их связь с окружающей обстановкой. На таких планах передаются только те действия персонажа, которые выражаются достаточно отчетливыми движениями. Передача же внутреннего состояния, выраженного мимикой или едва уловимыми жестами — исключена. Общие планы редко бывают короткими: чтобы их рассмотреть нужно время.
К средним планам прибегают там, где нужно уточнить обстановку действия, показать её характерные особенности. В кадрах, где действуют люди, на среднем плане можно проследить за подробностями их поведения, их настроением, заметить изменения в облике.
Крупный план акцентирует внимание на важных мелочах, если это предметы и дает тонкую изобразительную характеристику лица.
Современный фильм строится, большей частью, из динамичных планов, снятых подвижной камерой. Движение камеры обеспечивается либо движением кинооператора (при съемке с рук), либо (в случае закрепления камеры на штативной головке) панорамированием, либо движением операторского крана или тележки (возможен также и подвесной вариант — тревелинг), либо при помощи трансфокатора (зума). Чаще всего (особенно в последнем варианте) используется одновременно несколько видов движения. Тогда границы кадров стираются. В этих случаях в режиссерских сценариях пишут: «от крупного к среднему» или «от общего к крупному». Кроме того, один и тот же кинокадр, снятый с одной точки неподвижной камерой, может изменить свой характер в зависимости от движения объекта (например, снимаемый актёр направляется из дальнего угла комнаты к камере). Поэтому вид съёмочного плана следует определять по величине главного, наиболее важного объекта в поле зрения.